# Містковицька сільська рада
Містковицька сільська рада — орган місцевого самоврядування у Самбірському районі Львівської області. Адміністративний центр — село Містковичі.

## Загальні відомості
Містковицька сільська рада утворена 10 серпня 1940 року. Територією ради протікає річка Болозівка.

## Населені пункти
Сільській раді підпорядковані населені пункти:
- с. Містковичі
- с. Зарайське
- с. Климівщина
- с. Ковиничі

## Склад ради
Рада складається з 16 депутатів та голови.

### Керівний склад попередніх скликань
| ПІБ                       | Основні відомості                                                               | Дата обрання | Дата звільнення |
| ------------------------- | ------------------------------------------------------------------------------- | ------------ | --------------- |
| Возняк Володимир Іванович | Сільський голова, 1966 року народження, освіта середня спеціальна               | 26.03.2006   | 31.10.2010      |
| Возняк Володимир Іванович | Сільський голова, 1966 року народження, освіта середня спеціальна, безпартійний | 31.10.2010   |                 |

Примітка: таблиця складена за даними джерела